# Przywództwo transakcyjne
Przywództwo transakcyjne jest procesem, w którym lider podejmuje próby wzmocnienia motywacji pracowników poprzez transakcje. Oznacza to, iż za wykonane zadania oferuje podwładnym różnego rodzaju nagrody postrzegane przez nich jako wartościowe i opłacalne, takie jak np. awans, podwyżka. Przywództwo transakcyjne skupia się na interakcjach interpersonalnych między liderem a podwładnymi i zależy od zdolności przywódcy i oczekiwań pracowników.
Zgodnie z modelem Bernarda Bassa na przywództwo transakcyjne składają się dwa wymiary:
1. Zarządzanie przez krytykę (management-by-exception, MBE) – charakteryzuje się tym, że lider zauważa i koryguje błędy popełniane przez pracowników. W przypadku braku pomyłek lider nie podejmuje żadnych działań. Wyróżniamy:
- Bierne MBE – wtedy gdy lider podejmuje działania naprawcze niechętnie i jedynie w przypadku pojawienia się problemów

- Czynne MBE – charakteryzuje lidera, który monitoruje działania podwładnych i poszukuje ewentualnych błędów

2. Uwarunkowane nagradzanie (contingent reward, CR) – ma miejsce, gdy przywódca wyraźnie określa jakiego typu zadanie ma zostać wykonane. W zamian za włożony w pracę wysiłek oferuje nagrody.